# Referéndum sobre la Ley de Caducidad de la Pretensión Punitiva del Estado
El Referéndum sobre la Ley de Caducidad de la Pretensión Punitiva del Estado, fue una votación realizada en 1989 en Uruguay, que pretendía revocar la Ley N° 15 848 de la Caducidad de la Pretensión Punitiva de Estado (popularmente conocida como «Ley de impunidad» o «Ley de caducidad»), aprobada por el Parlamento uruguayo en diciembre de 1986. Se creó la Comisión Nacional Pro Referéndum para impulsar el referéndum. El nombre oficial de la comisión era «Comisión Nacional pro Referéndum contra la Ley de Caducidad de la Pretensión Punitiva del Estado» y también se la conoció con el nombre de «Comisión del Voto Verde».

## Comisión Nacional pro Referéndum
La Comisión fue presidida conjuntamente por Matilde Rodríguez Larreta, viuda de Héctor Gutiérrez Ruiz, Elisa Dellepiane, viuda de Zelmar Michelini y María Ester Gatti, abuela de Mariana Zaffaroni, que era entonces una niña desaparecida. Estuvo compuesta por 65 personas, que eligieron de entre ellas un Comité Ejecutivo de 17 integrantes. Algunos de ellos asumieron secretarías, cada una de las cuales tuvo el apoyo de una comisión compuesta por adherentes. Las principales comisiones fueron las siguientes:
- Organización (Montevideo), a cargo de Alberto Pérez Pérez, Decano de la Facultad de Derecho, catedrático de Derecho Constitucional (y más tarde de Derechos Humanos); desde 2011 juez de la Corte Interamericana de Derechos Humanos.
- Organización (Interior), a cargo del abogado Diego Terra Carve, del Partido Nacional, exdirector del diario El Debate.
- Relaciones Internacionales, a cargo del sacerdote jesuita Luis Pérez Aguirre y Belela Herrera (exrepresentante del Alto Comisionado de las Naciones Unidas para los Refugiados, más tarde Subsecretaria de Relaciones Exteriores del Uruguay en 2005-2010).
- Finanzas, a cargo de Tabaré Vázquez (más tarde Presidente del Uruguay en los períodos 2005-2010 y 2015-2020).
- Prensa y Propaganda, a cargo de Selva Andreoli.
- Informática, a cargo de Martín Ponce de León, más tarde Subsecretario de Industria y Energía y Presidente de Obras Sanitarias del Estado.

También formaron parte de la Comisión personalidades de muy diversos ámbitos, entre ellas las siguientes que se mencionan por orden alfabético:
- Mario Benedetti, escritor.
- Alberto Candeau, primer actor de la Comedia Nacional.
- Horacio Cassinelli Muñoz, catedrático de Derecho Constitucional.
- Gloria Demasi, actriz.
- Vicente Foch Puntigliano, maestro, expresidente del Consejo de Educación Primaria.
- Eduardo Galeano, escritor.
- Jorge Gamarra, catedrático de Derecho Civil.
- Nelly Goitiño, abogada y actriz, más tarde Presidenta del Servicio Oficial de Difusión, Radiotelevisión y Espectáculos (SODRE).
- Carlos Gómez Haedo, médico, Profesor Emérito de la Facultad de Medicina.
- Benjamín Liberoff, más tarde Director Nacional de Turismo (desde 2011).
- Mario Llana Piccardo, abogado y dirigente del Partido Nacional.
- Ana Lía Piñeyrúa, dirigente del Partido Nacional.
- Américo Plá Rodríguez, catedrático de Derecho del Trabajo y dirigente del Partido Demócrata Cristiano.
- María del Carmen Almeida («Tota») de Quinteros, militante por los derechos humanos, madre de la maestra detenida y asesinada Elena Quinteros, más tarde Presidenta de la Junta Departamental de Montevideo (1991).
- Helios Sarthou, abogado y dirigente político de izquierda, más tarde diputado y senador.
- Nelson Sica, abogado.
- Ramón Valdés Costa, catedrático de Derecho Tributario.
- Eduardo Vaz Ferreira, catedrático de Derecho de Familia.
- Mónica Xavier, médica, más tarde senadora por el Partido Socialista y, entre el 2012 y 2016, Presidenta del Frente Amplio.

La Comisión inició sus actividades el 5 de enero de 1987. Fue secundada por una enorme red de comisiones locales y de coordinación departamental que se constituyeron espontáneamente en todo el país.

## Las gestiones para promover el referéndum

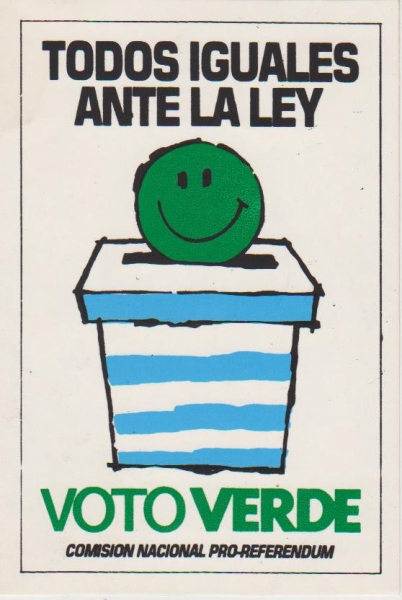
Adhesivo de propaganda a favor del "Voto Verde".

De acuerdo con la Constitución hacía falta, dentro del año siguiente a la promulgación de la ley, la firma de un 25% de los ciudadanos habilitados para votar. Ello se cumplió presentando a la Corte Electoral 604 721 firmas, sobre un total aproximado de 2 millones de habilitados para votar.
Los procedimientos de control de las firmas por la Corte Electoral fueron dilatados y originaron encendidas polémicas en que la Comisión y las organizaciones sociales y políticas que la respaldaban denunciaron métodos fraudulentos tendientes a anular firmas.  El Gobierno de Julio María Sanguinetti, las corrientes políticas que habían apoyado la ley y la gran mayoría de los medios de prensa (incluidos todos los de televisión) se opusieron al referéndum. y respaldaron a la Corte Electoral.  En definitiva se declaró que las firmas eran suficientes y la votación se llevó a cabo el 16 de abril de 1989.

## Resultado del referéndum

Departamentos donde ganó el voto verde
Departamentos donde ganó el voto amarillo pero el verde superó el promedio del interior del país.
Departamentos donde ganó el voto amarillo y además el voto verde no superó el promedio del interior del país.

El "voto verde» fue derrotado por el "voto amarillo» (que se oponía a revocar la Ley de Caducidad de la Pretensión Punitiva del Estado) por un margen de 57% contra 43%. Obtuvo mayoría en la capital (Montevideo) pero quedó en situación fuertemente minoritaria en el interior del país.
La ratificación de la ley implicó que los militares y policías autores de graves violaciones a los derechos humanos durante la dictadura (1973-1985) no pudieran ser juzgados por los delitos cometidos en territorio uruguayo.  No obstante, la Suprema Corte de Justicia (que en 1988 declaró que la Ley no era contraria a la Constitución) la declaró inconstitucional en 2009, habilitando el juzgamiento de los criminales. 

## Cronología de hechos[7]
- 12/01/1987 Madres y Familiares de Uruguayos Detenidos Desaparecidos presenta un escrito a la Corte Electoral en el que comunica en el inicio de la recolección de firmas. Es necesario recolectar más de 520.000 firmas para alcanzar el 25% del padrón electoral.

- 23/02/1987 María del Carmen Almeida (conocida como Tota» Quinteros), madre de Elena Quinteros, presenta una solicitud de declaración de inconstitucionalidad de los artículos 1, 2, 3 y 4 de la Ley de Caducidad, ante el Juzgado Letrado de Primera Instancia en lo Penal de 3.er Turno.

- 17/12/1987 La Comisión anuncia la recolección de 634.702 firmas y son entregadas a la Corte Electoral.

- 09/04/1987 Javier Miranda y María Hortencia Rodríguez interponen recurso de inconstitucionalidad de los artículos 1 al 4 de la Ley de Caducidad en la causa por la desaparición de Fernando Miranda y de Julio Correa respectivamente.

- 26/02/1988 Se realiza la movilización "Todos iguales frente la Ley» convocada por la Comisión.

- 03/08/1988 La Suprema Corte de Justicia resuelve sobre los recursos de inconstitucionalidad presentados contra la Ley de Caducidad. La votación resultó favorable a la ley por tres votos contra dos. Votaron a favor los doctores Rafael Addiego Bruno, Armando Tomasino y Nelson Nicoliello; mientras que Nelson García Otero y Jacinta Balbela lo hicieron en contra.

- 10/08/1988 La Comisión convoca a una movilización en protesta por la actuación de la Corte Electoral, bajo la consigna "La democracia no tiene dueño».

- 21/10/1988 Bajo la consigna "Hay suficientes firmas», se convoca a una nueva movilización de protesta.

- 28/11/1988 La Corte Electoral publica las cifras oficiales de la verificación de firmas. De las 634.702 firmas presentadas: 529.110 resultaron válidas, 63.937 anuladas y 36.834 en suspenso. Para alcanzar la cantidad necesaria para el referéndum aún faltan más de 20.000 firmas.

- 17 y 18/12/1988 La Corte Electoral convoca a 36.834 ciudadanos cuyas firmas habían quedado en suspenso, a comparecer para ratificarlas.

- 19/12/1988 Se confirma haber llegado a la cantidad de firmas necesarias para convocar al referéndum para dejar sin efecto los artículos 1 al 4 de la Ley de Caducidad.

- 00/01/1989 La Corte Electoral anuncia que el referéndum se llevará a cabo el 16 de abril del corriente año. Para la anulación de la Ley de Caducidad se le asigna la papeleta verde y al voto por el mantenimiento de la ley la papeleta de color amarillo.

- 13/04/1989 A horas de iniciarse la veda electoral se censura un spot publicitario producido por la Comisión Nacional Pro Referéndum. En el mismo, Sara Méndez relata el secuestro de su hijo Simón Riquelo. La Comisión había entregado el spot a los canales para su difusión y a solicitud del presidente Julio María Sanguinetti, resolvieron no emitirlo.

- 16/04/1989 Se realiza el plebiscito donde más del 80% de los habilitados a votar concurre a las urnas. El voto verde alcanza el 41.3% de los votos y la papeleta amarilla obtiene lel 55.9%. Con este resultado se ratifica la vigencia de la Ley de Caducidad de la Pretensión Punitiva del Estado.